# قلعه سوناکاندا
قلعه سوناکاندا یک قلعه رودخانه‌ای است که در ناراین‌گنج، بنگلادش، در ساحل شرقی رود شیتالاکشیا واقع شده است. گرچه زمان تأسیس آن مشخص نیست، مورخان بر این باورند که این قلعه رودخانه‌ای توسط میر جمله دوم، صوبه‌دار بنگال تحت امپراتوری گورکانی ساخته شد تا از داکا و ناراین‌گنج در برابر دزدان دریایی دفاع کند.

## تاریخ
بنگال در سال ۱۵۷۴ میلادی پس از شکست داود خان کارانی توسط ژنرال مغول مُنیم خان تحت کنترل مؤثر امپراتوری گورکانی قرار گرفت. مغول‌ها در بنگال حکومتی پیشرفته را برقرار کردند و مصمم به محافظت از زیر دستان خود در برابر نیروهای خارجی بودند.
میر جمله دوم در سال ۱۶۶۰ میلادی به عنوان صوبه‌دار یا فرماندار استان بنگال منصوب شد. او از دزدان دریایی که در شهرهای مهم بنگال ترور ایجاد کرده بودند آگاه بود. در تلاشی برای محافظت از پایتخت داکا در برابر دزدان دریایی، میر جمله دوم تصمیم به ساخت سه قلعه رودخانه‌ای در اطراف داکا گرفت که یکی از آنها قلعه سوناکاندا بود.
گرچه باستان‌شناسان نمی‌توانند تاریخ دقیقی برای تأسیس قلعه پیدا کنند، طبق گفته مورخان ساخت این قلعه بین سال‌های ۱۶۶۰ و ۱۶۶۳ میلادی آغاز شد.

## ساختار

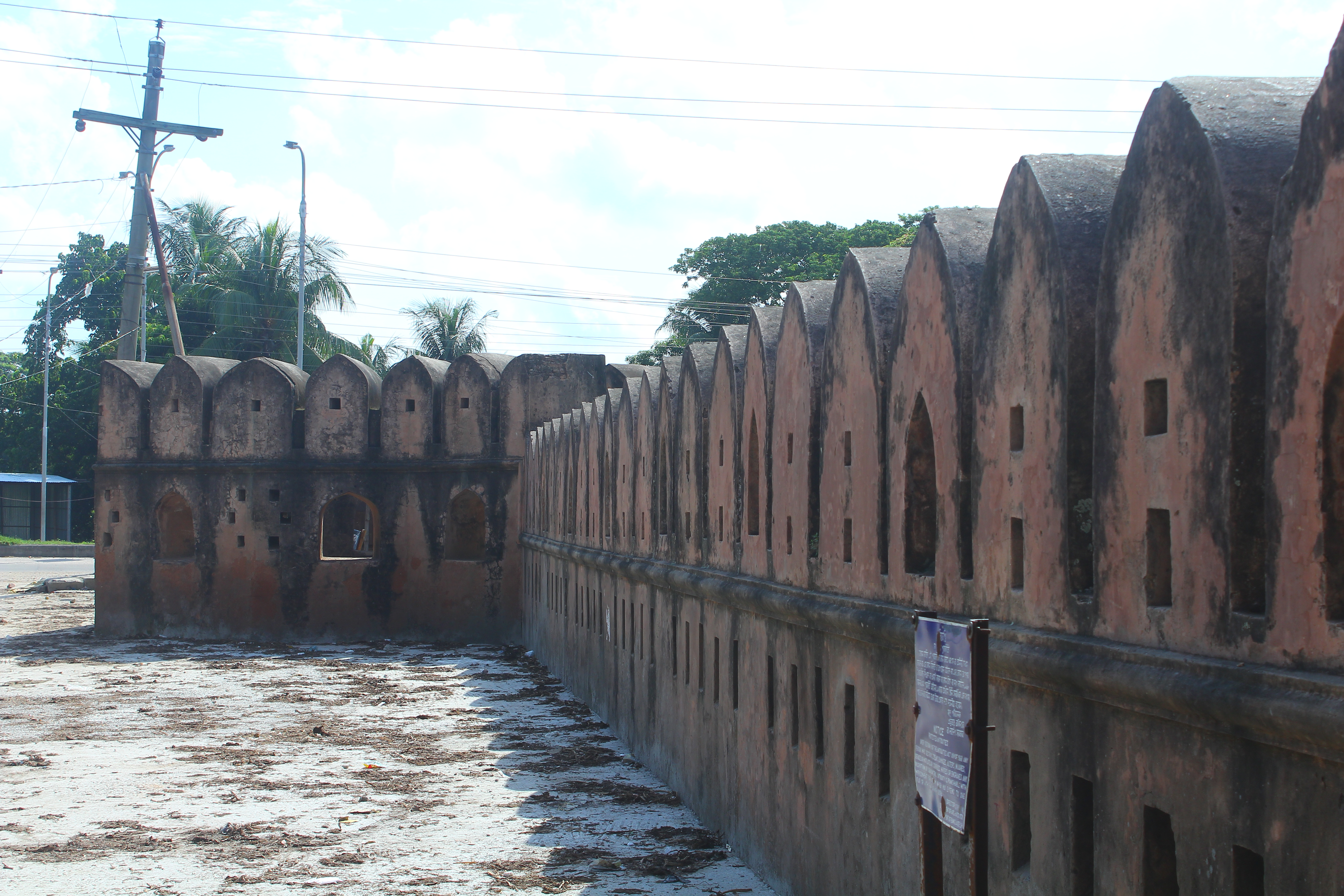
حفره‌های مربع‌شکل روی دیوار قلعه که احتمالاً برای استفاده از توپخانه ساخته شده‌اند

این قلعه شامل دیوارهای ضخیم، یک سکوی توپخانه عظیم و یک دروازه در شمال است.
قلعه دو بخش اصلی دارد. یکی دیوار دفاعی قلعه با ابعادی غول‌آسا است. دیوارهای دفاعی ۳٫۰۵ متر ارتفاع دارند و در پایین ضخیم‌تر هستند. چندین شکاف وسیع و باریک برای شلیک توپ و توپ‌های سبک به سمت دزدان دریایی فراهم شده است. بخش دیگر یک سازه برآمده در نمای غربی برای دفاع از قلعه در برابر حملات دزدان دریایی است.
مهم‌ترین سازه قلعه سکوی توپخانه عظیم است. یکی از سکوهای توپخانه دارای یک پله‌راه است که به سکوی توپخانه منتهی می‌شود. توپ‌هایی با کالیبر بزرگتر روی آن قرار می‌گرفتند و به سمت مهاجمینی که از رود شیتالاکشیا می‌آمدند نشانه می‌رفتند. این ویژگی منحصر به فردی از قلعه‌های رودخانه‌ای ساخته شده توسط امپراتوری مغول است.
این سکوی توپخانه توسط دو سازه دایره‌ای احاطه شده است که قطر سازه داخلی آن ۱۵٫۷۰ متر و قطر سازه خارجی آن ۱۹٫۳۵ متر است. ارتفاع سازه ۶٫۰۹ متر است و توسط دیوارهایی احاطه شده است.
قلعه به صورت مربعی طراحی شده است و ابعاد آن ۸۶٫۵۶ در ۵۷٫۰ متر است. در چهار گوشه قلعه برج‌های هشت‌ضلعی وجود دارد. برج‌های گوشه‌ای در هر دو طرف بال غربی وسیع‌تر از برج‌های بال شرقی هستند که عرض آنها ۴٫۲۶ متر است، در حالی که دو برج در بال غربی عرضی برابر با ۶٫۸۵ متر دارند.
تنها دروازه قلعه در شمال است. ورودی طاق‌دار در یک قاب مستطیلی قرار دارد. دروازه بالاتر از ارتفاع متوسط دیوارهای قلعه است و با پنل‌های آراسته مختلف تزئین شده است.